# Synology
Synology Inc. ( kinesiska: 群暉科技; pinyin: Qúnhuī Kējì )  är ett taiwanesiskt företag som specialiserat sig på nätverksansluten lagring (NAS).. Synologys NAS-linje är känd som DiskStation för stationära modeller, FlashStation är för SSD-minnen och RackStation är rackmonterade modeller. Synologys produkter distribueras över hela världen och mjukvaran finns på flera språk. Synologys huvudkontor ligger i Taipei, Taiwan, med dotterbolag runt om i världen. 
2018 beskrev Wirecutter Synology som en långvarig "ledare inom småföretag och hemmamarknadsarena", om än fortfarande en nykomling inom området Wi-Fi-routrar. 

## Företagets historia
Synology Inc.grundades i januari år 2000 när Cheen Liao och Philip Wong lämnade Microsoft att starta ett nytt oberoende projekt. Liao var en utvecklingschef i Microsoft Exchange Server Group, medan Wong jobbade som försäljningsdirektör för Microsoft i Taiwan. De två började skriva ett nytt operativsystem som heter Filer OS baserat på Berkeley Software Distribution (BSD), som skulle användas med Fastora NAS-hårdvara för att skapa en NAS-lösning. Men för att kunna integrera sin NAS-mjukvara med hårdvara, lanserade Synology sin första kompletta lösning 2004, DiskStation DS-101. Sedan lanseringen av sin första DiskStation har Synology Inc. vuxit till cirka 650 anställda över hela världen.      Liao och Wong är fortfarande i företaget, med Liao som president som Synology America Corp. och Wong som ordförande för Synology Inc.  